# Plecoptera fletcherana
Plecoptera fletcherana är en fjärilsart som beskrevs av Pierre E.L. Viette 1966. Plecoptera fletcherana ingår i släktet Plecoptera och familjen nattflyn. Inga underarter finns listade i Catalogue of Life.